# Esox americanus
El lucio americano (Esox americanus) es una especie de pez actinopterigio de agua dulce.

## Subespecies
Las dos subespecies conocidas para algunos autores son especies distintas:
- Esox americanus americanus Gmelin, 1789[4]
- Esox americanus vermiculatus Lesueur, 1846[5]

## Morfología
La longitud máxima descrita es de poco menos de 40 cm. No tiene espinas ni en la aleta dorsal ni en la anal, cuerpo robusto y casi cilíndrico con la superficie dorsal aplanada a ligeramente cóncoava, cabeza grande aplanada, hocico corto con la punta ligeramente convexa, boca grande horizontal que alcanza hasta la mitad del ojo y con dientes moderadamente grandes.
La pingmentación es entre olivácea y negro, con el vientre de color ámbar pálido a blanco, a veces moteado, banda pálida dorsal discreta desde la nuca a la base de la aleta dorsal, laterales con 20 a 36 barras oscuras con separación entre ellas más pálida, bordes laterales de las mandíbulas fuertemente pigmentados, pupila del ojo de color amarillo con el iris dorado, aleta dorsal de pigmentación oscura, otras de color anaranjado a rojo.

## Distribución y hábitat
Son peces de agua dulce de comportamiento demersal, no migradores. Se distribuyen por las cuencas fluviales de la vertiente atlántica de América del Norte, desde la cuenca del río San Lorenzo en Quebec (Canadá) hasta el sur de Georgia en Estados Unidos, así como la vertiente del golfo de México desde Pascagoula hasta Florida.
Vive en lagos, pantanos y aguas estancadas, así como en remansos lentos de los arroyos, donde prefieren por lo general vivir entre la vegetación en el agua clara. También se le puede encontrar escondido entre la maleza de arbustos de las orillas, rara vez se le puede ver en los ríos abiertos. En invierno se le encuentra asociado a hojarasca muerta. Los juveniles se encuentran en las charcas de inundación y riachuelos, entre las raíces expuestas, ramitas, hojas y hierba a pocos centímetros de la superficie.
Se alimentan principalmente de todo tipo de crustáceos, peces e insectos.